# Fernando Capalla

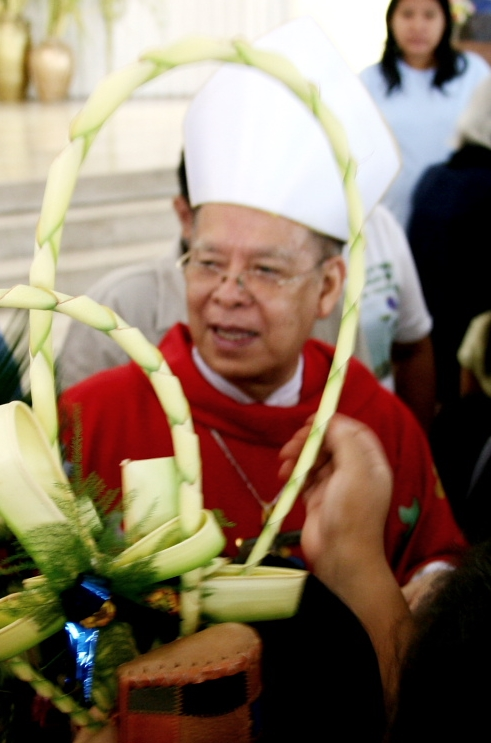
Fernando Capalla

Fernando Capalla (Leon, 1 november 1934 – Davao City, 6 januari 2024) was een Filipijnse rooms-katholieke geestelijke. Capalla was van 1996 tot 2012 de aartsbisschop van het Aartsbisdom Davao.
Capalla volgde de priesteropleiding aan het St. Vincent Ferrer-seminarie en werd tot priester gewijd op 18 maart 1961. Op 40-jarige leeftijd werd hij benoemd tot hulpbisschop van het aartsbisdom Davao alsmede titulair bisschop van Grumentum. Twee jaar later, op 25 april 1975, werd Capalla benoemd tot prelaat van Iligan. Toen het prelatuur van Iligan op 15 november 1982 werd verheven tot bisdom, werd Campalla gelijktijdig benoemd als bisschop. Op 28 juni 1994 volgde een benoeming als aartsbisschop-coadjutor van het Aartsbisdom Davao. Na de pensionering van Antonio Mabutas op 6 november 1996 werd Capalla de nieuwe aartsbisschop. Van 2003 tot 2005 was Capalla de president van de Filipijnse bisschoppenconferentie.
Capalla overleed in 2024 op 89-jarige leeftijd.